# 杰瑞瓦多·弗兰西斯科·多斯·桑托斯
杰瑞瓦多·弗兰西斯科·多斯·桑托斯，简称杰尼尼奥（Genivaldo Francisco dos Santos，Geninho，1980年2月11日—），是一名巴西职业足球运动员，现效力于中超球会江苏舜天。

## 职业生涯
杰尼尼奥曾经在巴西国内多家俱乐部效力，其中最知名的是国际队。
2009年7月，杰尼尼奥加盟江苏舜天，并在2009赛季下半程出场14次，表现出色，因此舜天队在2010赛季决定继续留用杰尼尼奥。他在2010赛季延续前赛季的出色表现，出场26次，打进1球。